# Луїза Гессен-Дармштадтська (1757—1830)
Луїза Августа Гессен-Дармштадтська (нім. Louise Auguste von Hessen-Darmstadt, 30 січня 1757 — 14 лютого 1830) — принцеса Гессен-Дармштадтська, донька ландграфа Гессен-Дармштадту Людвіга IX та пфальцграфині Цвайбрюкенської Генрієтти Кароліни, дружина великого герцога Саксен-Веймар-Айзенаського Карла Августа. Бабуся імператриці Німеччини Августи.

## Біографія

### Дитинство та юність
Луїза народилася 30 січня 1757 року в Берліні шостою дитиною та п'ятою донькою в родині спадкоємного принца Гессен-Дармштадту Людвіга та його першої дружини Генрієтти Кароліни Цвайбрюкенської. Дівчинка мала старшого брата Людвіга та сестер Кароліну, Фредеріку Луїзу, Амалію та Вільгельміну. Згодом у неї з'явилося двоє молодших братів. Ландграфством в цей час правив їхній дід Людвіг VIII.
У Берліні родина перебувала у зв'язку із службою батька в прусському війську під час Семирічної війни. Втім, вже восени вони повернулися до Гессен-Дармштадту, де Кароліна з дітьми оселилися в Буксвіллері, а Людвіг у Пірмазенсі. У 1765 році принцеса із дітьми переїхали до Дармштадтського замку. Стара резиденція була непридатною до життя, а нова будівля перебувала в стані будівництва, і в той час її віконні отвори були просто відкритими чи забитими дошками. Для проживання Кароліна веліла звести невеличкі нові будинки. Дітей часто навідувала бабуся Кароліна Нассау-Саарбрюккенська, яка мешкала зазвичай у Бегцаберні. Батько ж протягом всього життя був для Луїзи тимчасовим гостем, оскільки віддавав перевагу гарнізонному життю. Вихованням дітей займалася лише матір. Луїза особливо цікавилася музикою та літературою. Освіта мала підвищити її можливості на гарний шлюб.
У 1768 році батько став правлячим ландграфом Гессен-Дармштадту, а за чотири роки Луїза та дві її старші сестри, Амалія та Вільгельміна, були обрані імператрицею Росії Катериною II як можливі наречені для її сина Павла Петровича. Король Пруссії Фрідріх II зміг умовити Кароліну на подорож із доньками до Росії. Дорогою, у Франкфурті, Луїзу побачив Гете, і, як він визнавав згодом, дівчина справила на нього враження. Кілька днів потому, зупинившись у будинку Карла фон Дальберга, губернатора Ерфурта, принцеси зустрілися із герцогинею Анною Амалією Брауншвейг-Вольфенбюттельською та її синами Карлом Августом та Костянтином і заприятелювали. Після відвідин дівчатами Санкт-Петербурга, Павло обрав Вільгельміну. Луїза отримала орден Святої Катерини та посаг у розмірі 50 000 рублів, вона була задоволена, що великий князь обрав не її. Імператриця охарактеризувала принцесу словами:«... Молодша, здається, дуже розумна».
Тривала подорож підірвала здоров'я матері і та померла невдовзі після повернення, у березні 1774 року. За п'ять днів до цього не стало бабусі Кароліни, яка приїхала з візитом до Дармштадта. Амалія за кілька місяців уклала шлюб із спадкоємним принцом Бадену Карлом Людвігом і від'їхала у липні до Карлсруе, забравши Луїзу із собою.

Незважаючи на те, що принцеса почувалася в Бадені не дуже затишно, вона не поспішала приймати пропозицію Карла Августа Саксен-Веймарського та Саксен-Айзенахського, який був зачарований дівчиною ще в Ерфурті. Луїза вважала, що люди, які проведуть разом решту життя, мають краще познайомитися одне з одним, і запросила принца до Карлсруе. Карл Август прибув до Бадена в грудні 1774 року. Він писав у цей час:
«...Я відновив знайомство із принцесою Луїзою. Вона виросла і стала ще красивішою. За кілька хвилин, які я мав честь побачити її, вона здалася мені принцесою, сповненою духу та характеру».
19 числа було оголошено про їхні заручини.

### Шлюб

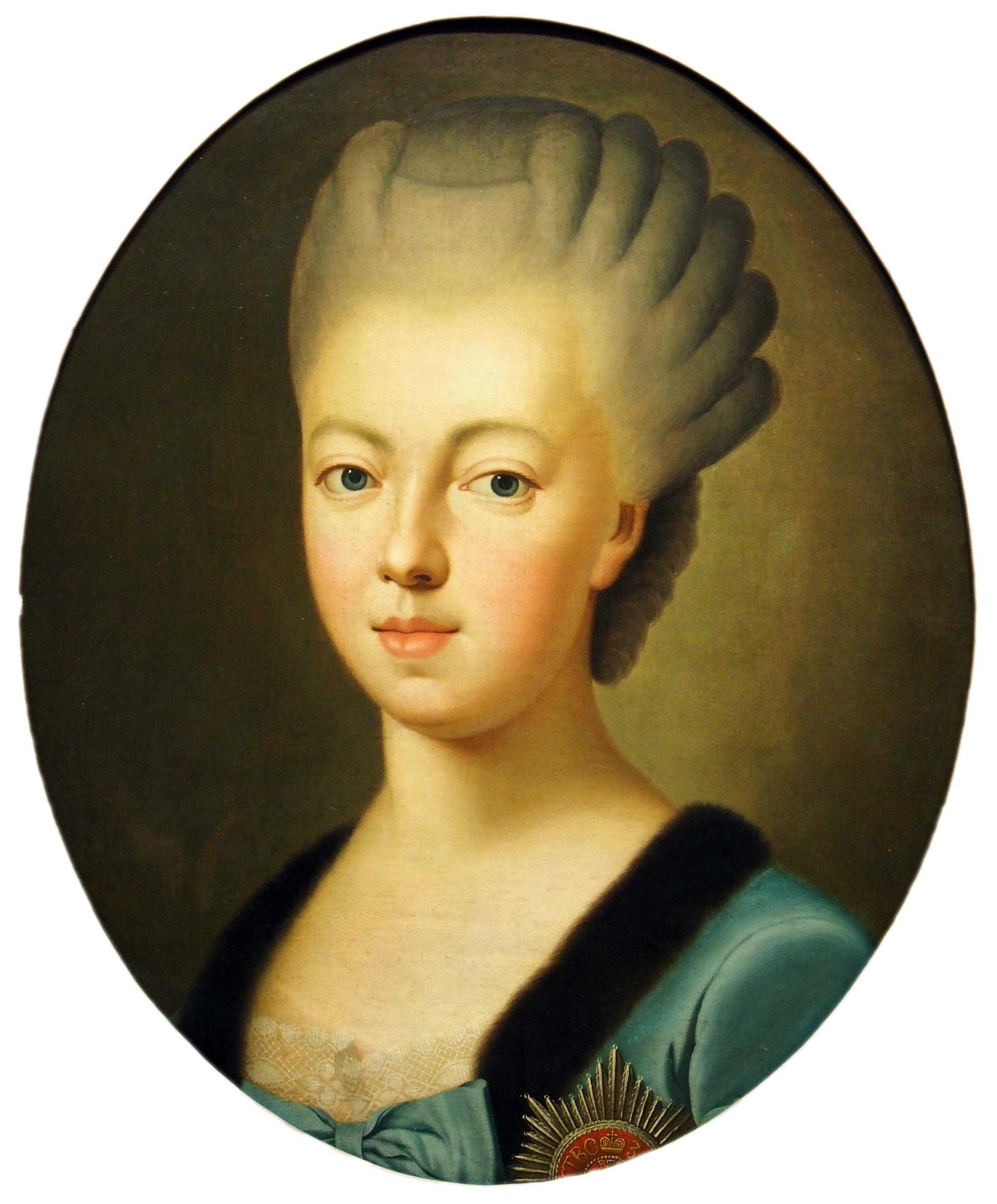
Портрет Луїзи пензля Й.Л.Штрекера, 1772—1773, Дім Гете у Франкфурті

Вінчання відбулося 3 жовтня 1775 у Карлсруе. Нареченим було по 18 років, обоє мали схильність до літератури і їм було приємно вести бесіди. Однак різниця темпераментів робила союз важким. 17 жовтня пара прибула до Веймару. 7 листопада, за запрошенням Карла Августа, до столиці прибув Гете.
Незважаючи на те, що перед весіллям Карл Август перебрав на себе повноваження правителя герцогств, його матір і далі відігравала значну роль при дворі. На той час вона була ще молодою жінкою і мала своє літературне коло, опікувалася театром і художниками. Луїза також полюбляла малювання, старанно вивчала латину. Згодом герцогській парі почали надавати дедалі більше уваги. Молода герцогиня набула власного впливу в літературних колах. Гете вона вразила чарівністю, благородством і красою, він присвячував їй вірші. Луїза полюбляла природу, розмови з глибокими співбесідниками, товаришувала з Йоганном-Готфрідом Гердером, часто навідувала монастирі і вважалася серйозною та інтровертованою жінкою. Мешкали вони із чоловіком у нещодавно збудованому Князівському домі (нім. Fürstenhaus), оскільки Веймарський палац був зруйнований вогнем навесні 1774 року. Літні місяці радо проводила у палаці Вільгельмсталь під Айзенахом.
Перша донька подружжя народилася за три роки після весілля.
Всього Луїза народила семеро дітей, з яких вижили четверо. Народження та виховання дітей зблизило подружжя. Дружба з Гердером охолола, оскільки той підтримував ідеї французької революції, а Луїза була певна у своєму божественому праві на статус. Ця ідея також поєднувала її з чоловіком. На початку 1790-х Карл Август брав участь у військових походах проти Франції у складі прусського війська. З кінця 1790-х стосунки пари перейшли в просто дружні. У 1802 році герцог завів коханку Кароліну Ягеманн, яка залишалася з ним до його смерті і народила йому трьох дітей. Суспільство дуже несхвально поставилося до цього зв'язку.

### Подальше життя

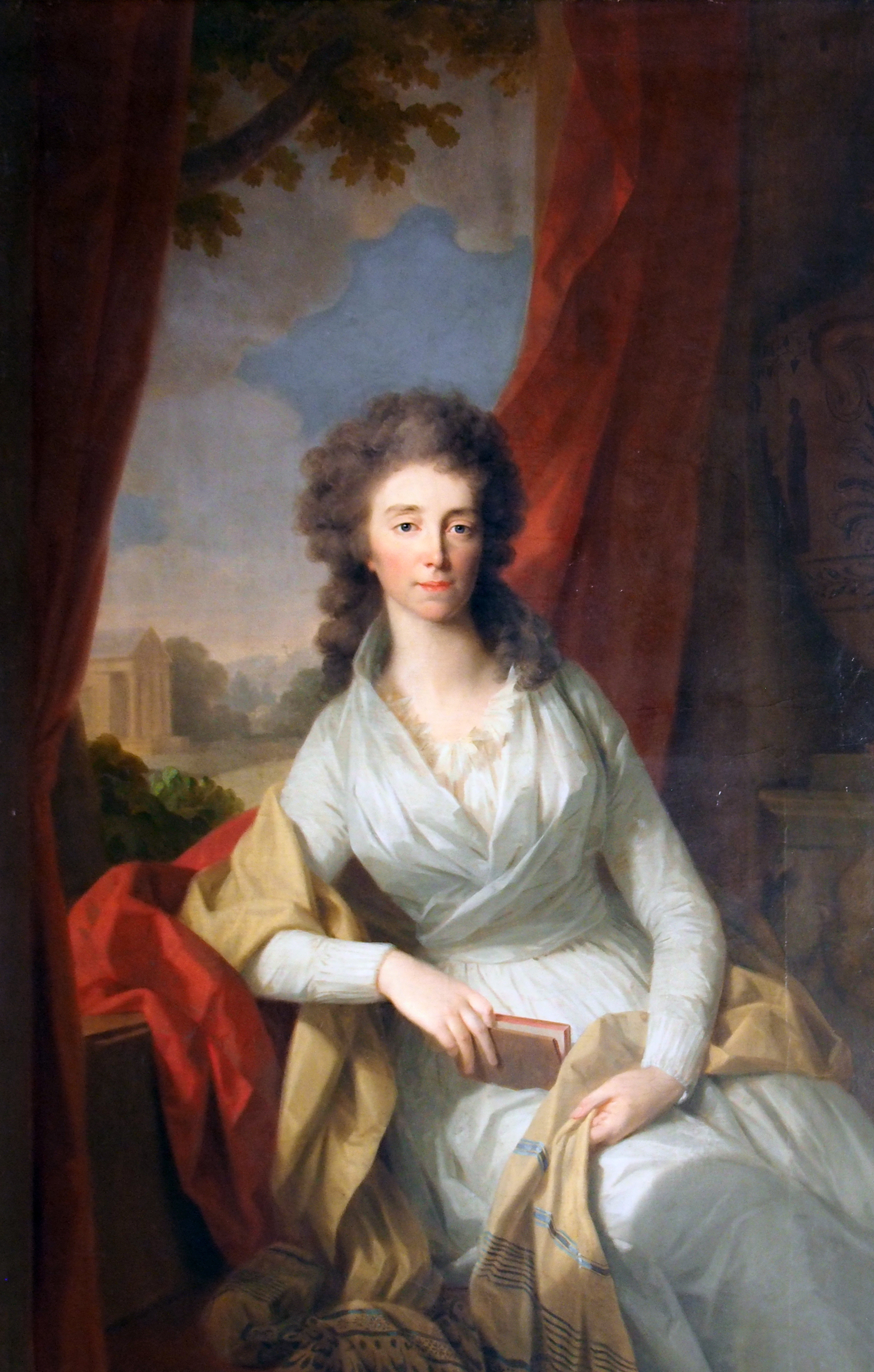
Портрет Луїзи пензля Августа Тішбейна, 1795, Веймарський замок

1 серпня 1803 року великогерцогська родина переселилася у східне відреставроване крило Веймарського палацу.
У жовтні 1806 року у битві при Єні Карл Август потрапив у полон до французів. Залишки прусської армії втікали через Веймар до Берліну, переслідувані Наполеоном. Столиця швидко була окупована, почалися грабежі. Інші члени правлячої родини виїхали за кордон. Втік навіть прусський король із Берліна. Луїза залишилася в місті, хоча і не розраховувала на милість переможців. В своєму палаці вона давала прихисток жінкам, дітям та хворим. Посилала нужденним їжу із власних запасів, ходила по домівках, заспокоюючи народ. 15 жовтня вона зустрілася із Наполеоном. Спокій та гідність, з якими його зустріла герцогиня, вразили імператора і, за його наказом, мародерство було зупинене. Розорення Веймару виявилося значно меншим, ніж сусідньої Єни. Згідно з Познаньським миром, укладеним у грудні, герцогство Саксен-Веймар продовжило своє існування, увійшовши до Рейнського союзу. Луїза з того часу мала імідж спасительки батьківщини. У 1807 році Карл Август повернувся з полону. Його матір померла у квітні того ж року. Чоловік надалі ще більше цінував Луїзу як свою найближчу політичну довірену особу. В часи від'їздів та військових походів він писав їй численні листи.
У 1808 році країну знову навідав Наполеон, а також імператор Росії Олександр I. Наступного року герцогства Саксен-Веймар і Саксен-Айзенах були формально об'єднані в герцогство Саксен-Веймар-Айзенах. Після битви під Лейпцигом Карл Август перестав підтримувати Наполеона і перейшов на бік німців. Віденський конгрес дарував Саксен-Веймар-Айзенаху статус великого герцогства та 1700 км² території. Політика країни і надалі відзначалася лібералізмом. У 1816 році народу була дарована конституція. Обов'язки Луїзи були переважно представницькими, вона також стала центром літературного кола, як раніше її свекруха. Вона тепло ставилася до онуків, чого не можна було сказати про дітей.
Золотий ювілей весілля великогерцогської пари у жовтні 1825 року відсвяткували без особливих урочистостей.
Карл Август помер 14 червня 1828 року, повертаючись із Берліна, де відбувались святкування з приводу народження його першого правнука Фрідріха Карла. Наступною великогерцогською парою стали син Луїзи Карл Фрідріх та його дружина Марія Романова. Здоров'я Луїзи слабшало, і, за півтора року після чоловіка, вона пішла з життя у Веймарі. Похована в князівському склепі Веймару на історичному цвинтарі міста.

## Родина

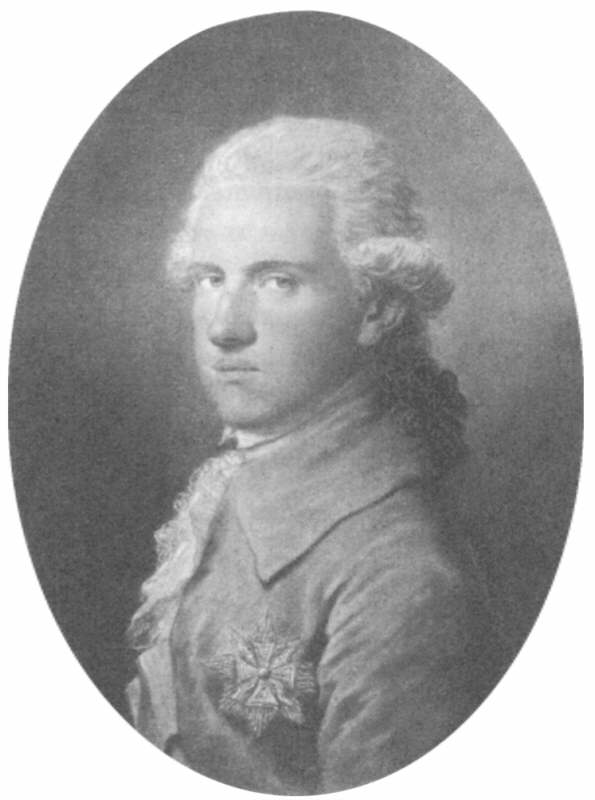
Портрет Карла Августа пензля Й. Г. Шрьодера, 1784

Чоловік — Карл Август, великий герцог Саксен-Веймар-Айзенаcький
Діти:
- Луїза Августа (1779—1784) — прожила 5 років;
- Карл Фрідріх (1783—1853) — наступний великий герцог Саксен-Веймар-Айзенаху у 1828—1853 роках, був одруженим із російською великою княжною Марією Павлівною, мав четверо дітей;
- Кароліна Луїза (1786—1816) — дружина спадкоємного принца Мекленбург-Шверіна Фрідріха Людвіга, мала трьох дітей;
- Карл Бернхард (1792—1862) — головнокомандувач Королівської голландської ост-індської армії у 1849–1852 роках, мандрівник, був одружений з принцесою Саксен-Мейнінгенською Ідою Кароліною, мав восьмеро дітей.

## Нагороди
Орден Святої Катерини 1 ступеня (Російська імперія), (27 червня 1773).